# Slittino ai XXI Giochi olimpici invernali - Singolo femminile
La gara 'singolo femminile di slittino ai XXI Giochi olimpici invernali si è disputata il 15 e il 16 febbraio presso il Whistler Sliding Centre, a Whistler. La vincitrice è stata la tedesca Tatjana Hüfner.

## Record
I record della pista sono i seguenti:
| Tipo     | Data             | Atleta                           | Tempo  |
| -------- | ---------------- | -------------------------------- | ------ |
| Partenza | 20 febbraio 2009 | Natalie Geisenberger ( Germania) | 7"183  |
| Pista    | 20 febbraio 2009 | Natalie Geisenberger ( Germania) | 48"992 |

## Atlete qualificati
Le atlete iscritte alla gara sono:
- Hannah Campbell-Pegg ( Australia)
- Mihaela Chiras ( Romania)
- Julia Clukey ( Stati Uniti)
- Sandra Gasparini ( Italia)
- Natalie Geisenberger ( Germania)
- Alex Gough ( Canada)
- Veronika Halder ( Austria)
- Erin Hamlin ( Stati Uniti)
- Madoka Harada ( Giappone)
- Tatjana Hüfner ( Germania)

- Tat'jana Ivanova ( Russia)
- Natal'ja Choreva ( Russia)
- Martina Kocher ( Svizzera)
- Agnese Koklača ( Lettonia)
- Regan Lauscher ( Canada)
- Lilija Ludan ( Ucraina)
- Anna Orlova ( Lettonia)
- Nina Reithmayer ( Austria)
- Aleksandra Rodionova ( Russia)
- Veronika Sabolová ( Slovacchia)

- Meaghan Simister ( Canada)
- Jana Šišajová ( Slovacchia)
- Ewelina Staszulonek ( Polonia)
- Raluca Strămăturaru ( Romania)
- Violeta Strămăturaru ( Romania)
- Megan Sweeney ( Stati Uniti)
- Maija Tīruma ( Lettonia)
- Anke Wischnewski ( Germania)
- Natalija Jakušenko ( Ucraina)
- Aya Yasuda ( Giappone)

## Risultati
In corsivo è indicato il tempo di spinta, mentre in grassetto il miglior tempo di ogni manche.
| Pos. | #  | Nome                 | Nazione     | Run 1                           | Run 2                           | Run 3                           | Run 4                           | Totale                          | Distacco                        |
| ---- | -- | -------------------- | ----------- | ------------------------------- | ------------------------------- | ------------------------------- | ------------------------------- | ------------------------------- | ------------------------------- |
|      | 6  | Tatjana Hüfner       | Germania    | 8"437 41"760                    | 8"370 41"481                    | 8"377 41"666                    | 8"363 41"617                    | 2'46"524                        |                                 |
|      | 2  | Nina Reithmayer      | Austria     | 8"413 41"728                    | 8"403 41"563                    | 8"448 41"884                    | 8"458 41"839                    | 2'47"014                        | +0"490                          |
|      | 10 | Natalie Geisenberger | Germania    | 8"410 41"743                    | 8"383 41"657                    | 8"372 41"800                    | 8"401 41"901                    | 2'47"101                        | +0"577                          |
| 4    | 23 | Tat'jana Ivanova     | Russia      | 8"417 41"816                    | 8"377 41"601                    | 8"406 41"914                    | 8"395 41"850                    | 2'47"181                        | +0"657                          |
| 5    | 9  | Anke Wischnewski     | Germania    | 8"431 41"785                    | 8"406 41"685                    | 8"452 41"894                    | 8"429 41"889                    | 2'47"253                        | +0"729                          |
| 6    | 8  | Aleksandra Rodionova | Russia      | 8"416 41"828                    | 8"420 41"731                    | 8"434 41"984                    | 8"446 41"913                    | 2'47"456                        | +0"932                          |
| 7    | 3  | Martina Kocher       | Svizzera    | 8"449 42"005                    | 8"357 41"697                    | 8"412 41"976                    | 8"405 41"897                    | 2'47"575                        | +1"051                          |
| 8    | 29 | Ewelina Staszulonek  | Polonia     | 8"521 41"975                    | 8"506 41"816                    | 8"504 41"948                    | 8"517 41"882                    | 2'47"621                        | +1"097                          |
| 9    | 16 | Maija Tīruma         | Lettonia    | 8"465 41"773                    | 8"518 41"933                    | 8"501 42"012                    | 8"471 41"936                    | 2'47"654                        | +1"130                          |
| 10   | 24 | Natal'ja Choreva     | Russia      | 8"444 41"932                    | 8"427 41"785                    | 8"464 42"175                    | 8"442 42"092                    | 2'47"984                        | +1"460                          |
| 11   | 1  | Natalija Jakušenko   | Ucraina     | 8"478 42"119                    | 8"473 41"809                    | 8"539 42"132                    | 8"489 42"026                    | 2'48"086                        | +1"562                          |
| 12   | 7  | Veronika Halder      | Austria     | 8"570 42"015                    | 8"574 41"881                    | 8"563 42"078                    | 8"615 42"143                    | 2'48"117                        | +1"593                          |
| 13   | 26 | Anna Orlova          | Lettonia    | 8"512 41"998                    | 8"546 41"947                    | 8"569 42"260                    | 8"531 42"100                    | 2'48"305                        | +1"781                          |
| 14   | 17 | Veronika Sabolová    | Slovacchia  | 8"463 41"999                    | 8"488 41"925                    | 8"588 42"563                    | 8"482 42"055                    | 2'48"542                        | +2"018                          |
| 15   | 13 | Regan Lauscher       | Canada      | 8"700 42"368                    | 8"670 42"289                    | 8"564 42"211                    | 8"546 42"153                    | 2'49"021                        | +2"497                          |
| 16   | 11 | Erin Hamlin          | Stati Uniti | 8"461 41"835                    | 8"640 42"219                    | 8"826 42"792                    | 8"661 42"262                    | 2'49"108                        | +2"584                          |
| 17   | 12 | Julia Clukey         | Stati Uniti | 8"456 42"059                    | 8"546 42"075                    | 8"615 42"472                    | 8"756 42"754                    | 2'49"360                        | +2"836                          |
| 18   | 5  | Alex Gough           | Canada      | 8"711 42"275                    | 8"775 42"411                    | 8"636 42"346                    | 8"673 42"359                    | 2'49"391                        | +2"867                          |
| 19   | 15 | Lilija Ludan         | Ucraina     | 8"660 42"312                    | 8"650 42"302                    | 8"699 42"477                    | 8"669 42"364                    | 2'49"455                        | +2"931                          |
| 20   | 14 | Sandra Gasparini     | Italia      | 8"540 42"339                    | 8"550 42"161                    | 8"733 42"881                    | 8"676 42"621                    | 2'50"002                        | +3"478                          |
| 21   | 22 | Raluca Strămăturaru  | Romania     | 8"593 42"475                    | 8"603 42"198                    | 8"631 42"815                    | 8"631 42"584                    | 2'50"072                        | +3"548                          |
| 22   | 4  | Megan Sweeney        | Stati Uniti | 8"623 42"450                    | 8"717 42"690                    | 8"647 42"625                    | 8"683 42"450                    | 2'50"215                        | +3"691                          |
| 23   | 28 | Hannah Campbell-Pegg | Australia   | 8"670 42"527                    | 8"679 42"570                    | 8"663 42"606                    | 8"633 42"519                    | 2'50"222                        | +3"698                          |
| 24   | 27 | Agnese Koklača       | Lettonia    | 8"541 42"627                    | 8"578 42"334                    | 8"593 43"091                    | 8"595 42"336                    | 2'50"388                        | +3"864                          |
| 25   | 20 | Meaghan Simister     | Canada      | 8"663 42"524                    | 8"658 42"497                    | 8"703 42"787                    | 8"697 42"662                    | 2'50"470                        | +3"946                          |
| 26   | 18 | Madoka Harada        | Giappone    | 8"716 42"608                    | 8"594 42"112                    | 8"674 42"572                    | 8"920 43"188                    | 2'50"480                        | +3"956                          |
| 27   | 19 | Jana Šišajová        | Slovacchia  | 8"610 42"297                    | 8"560 42"172                    | 8"630 42"529                    | 8"645 48"101                    | 2'55"099                        | +8"575                          |
|      | 25 | Mihaela Chiras       | Romania     | 8"692 43"494                    | 8"615 -                         | -                               | -                               | -                               | -                               |
| -    | -  | Violeta Strămăturaru | Romania     | non partita                     | non partita                     | non partita                     | non partita                     | non partita                     | non partita                     |
| -    | 21 | Aya Yasuda           | Giappone    | squalificata per peso eccessivo | squalificata per peso eccessivo | squalificata per peso eccessivo | squalificata per peso eccessivo | squalificata per peso eccessivo | squalificata per peso eccessivo |